# Abtei Herstelle

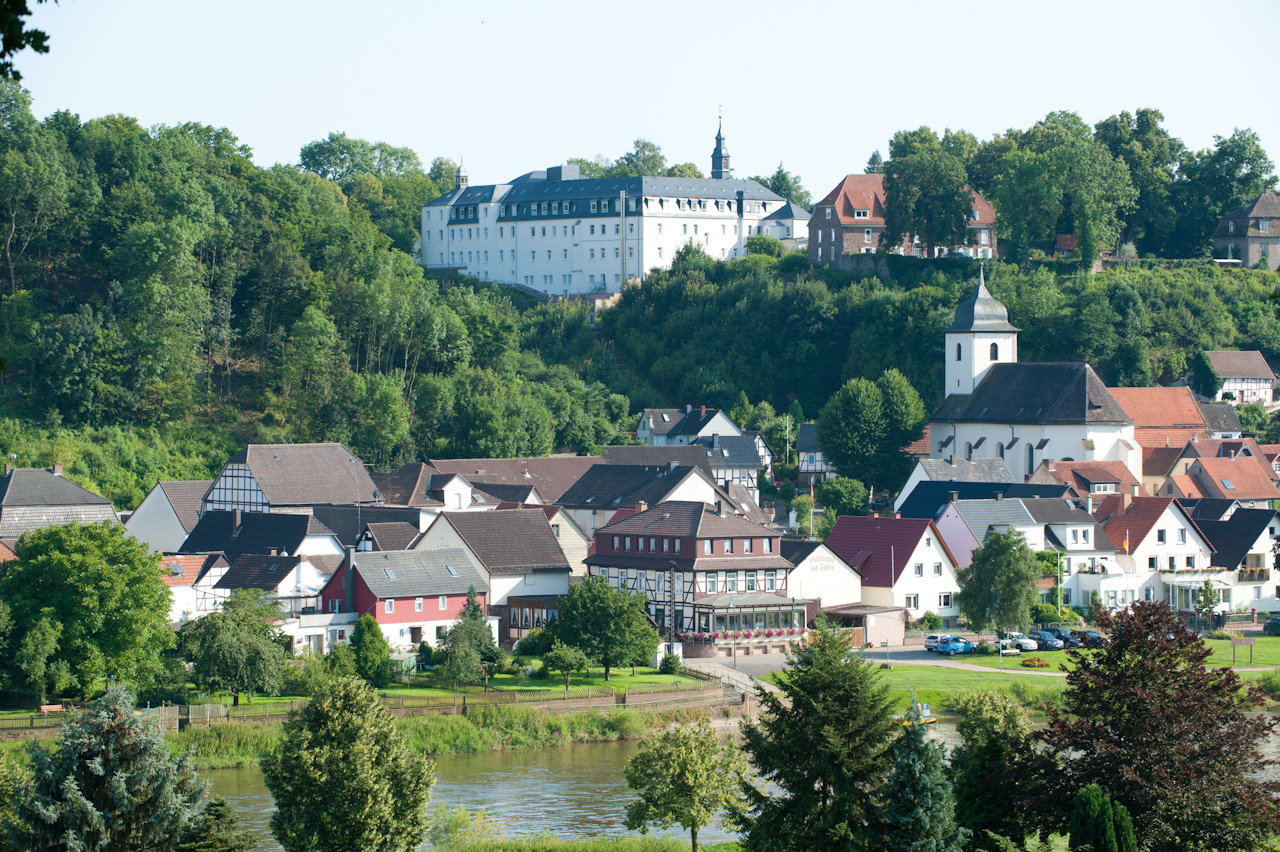
Die Abtei oberhalb des Orts Herstelle, vom Wesertal gesehen (2012)

Die Abtei vom Heiligen Kreuz in Herstelle, einem Stadtteil von Beverungen im Kreis Höxter, ist eine Benediktinerinnen-Abtei in Ostwestfalen. Sie liegt auf dem Gebiet des Erzbistums Paderborn und gehört zur Beuroner Kongregation. Die Abtei war von 1922 bis 1948 Wirkungsstätte des Maria Laacher Benediktiners Odo Casel, eines Hauptakteurs der Liturgischen Bewegung.

## Geschichte

### Ehemaliges Minoritenkloster

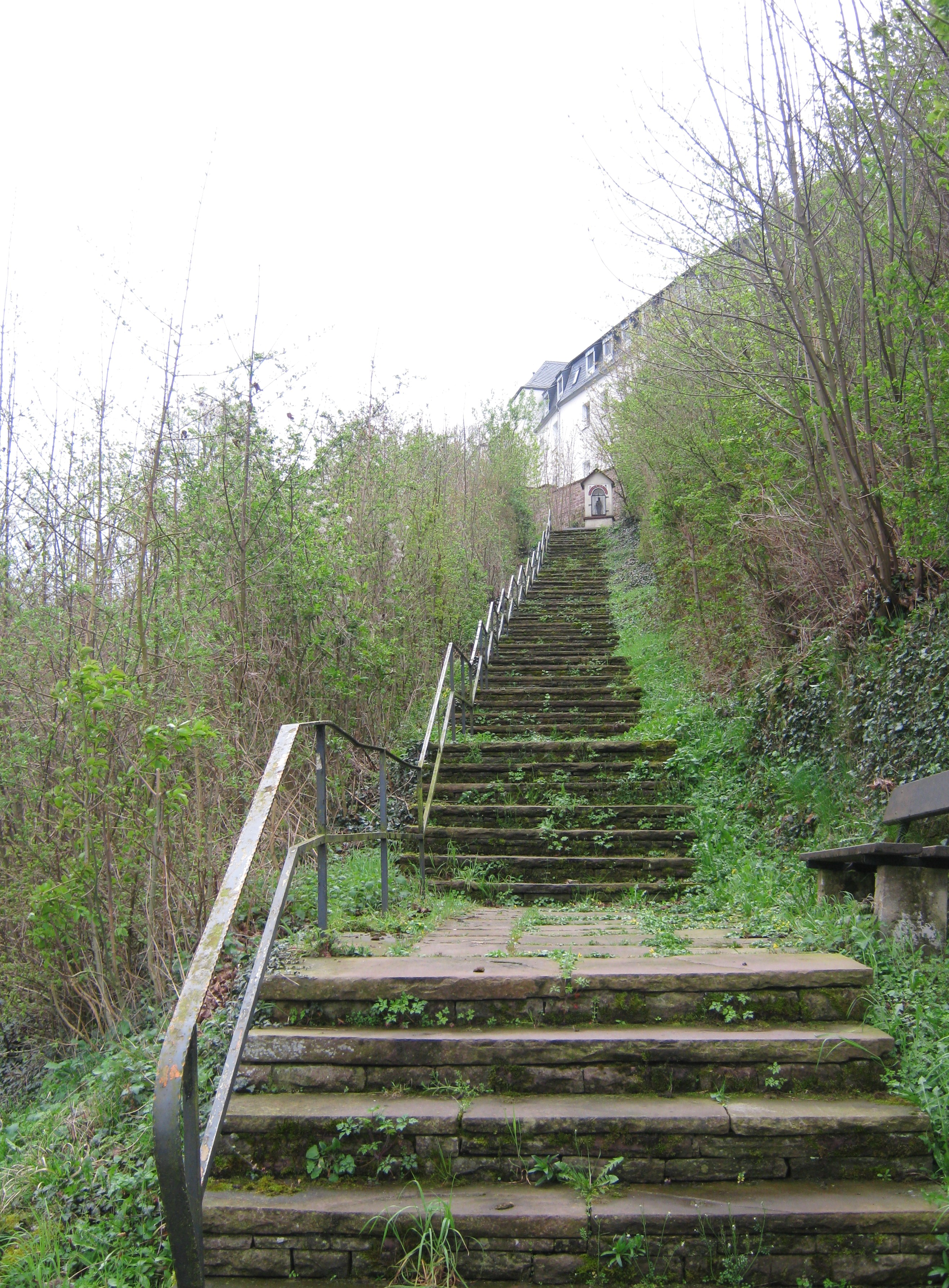
Klostertreppe

Das klösterliche Leben auf dem Burgberg von Herstelle geht zurück bis ins Jahr 1657. Der Paderborner Fürstbischof Dietrich Adolf von der Recke überließ nach dem Tod des Hersteller Pfarrers das dortige Pfarrhaus einer Gruppe von sechzehn Minoriten-Brüdern, die aus Höxter vertrieben worden waren. Sie übernahmen Pfarrdienst und Seelsorge. Aus dieser Zeit ist die aus 185 Stufen bestehende Klostertreppe hinauf zum Burgberg und Kloster erhalten, die für den Schul- und Kirchweg genutzt wurde (Foto). Die Pfarrkirche St. Bartholomäus auf dem Burgberg verfiel; die gleichnamige neue Kirche wurde aber auf Wunsch der Gemeinde Anfang des 18. Jahrhunderts im Ortskern erbaut. Die neue Minoritenkirche auf dem Burgberg, 1732–1734 errichtet, wurde dem Patrozinium des Heiligen Antonius von Padua unterstellt. Das Minoritenkloster wurde 1824 im Zuge der Säkularisation aufgegeben und verfiel in der Folge zunehmend.

### Vom Subpriorat zur Abtei der Beuroner Kongregation
Als die Gemeinde Herstelle das Gebäudeensemble des ehemaligen Minoritenklosters mit Kirche und Friedhof zum Verkauf anbot, wurde es von der Benediktinerinnenabtei von der ewigen Anbetung im luxemburgischen Peppingen erworben, welche die Gründung eines Subpriorats beabsichtigte. Am 10. April 1899 trafen sieben Peppinger Benediktinerinnen auf dem Burgberg ein, aber erst am 17. Juli 1900, nach umfangreichen Restaurierungsarbeiten, folgte die Errichtung der Klausur. Am 15. Juni 1901 weihte der Paderborner Weihbischof Augustinus Gockel die Klosterkirche.
Rechtlich war Herstelle seit 1901 vom Peppinger Mutterkloster unabhängig, aber zur wirtschaftlichen Absicherung erfolgte 1912 der Anschluss als Subpriorat an das Benediktinerinnenkloster Mariahilf in Bonn-Endenich. Der Konvent vergrößerte sich in den Folgejahren um Benediktinerinnen aus Bonn, die aber meist wieder in ihr Professkloster zurückkehrten, so dass die Auflösung des Subpriorats Herstelle drohte. Der Paderborner Bischof Carl Josef Schulte unterstützte indessen den Wunsch des Hersteller Konvents, wieder selbständiges Priorat zu werden. Nachdem Herstelle am 30. März 1918 selbständig geworden war, wählte der Konvent die bisherige Subpriorin Margarita Blanché am 31. August 1918 zur ersten Priorin. Aus ihrer Zeit in Bonn-Endenich kannte sie den Benediktiner und Liturgiewissenschaftler Odo Casel und lud ihn zum Besuch nach Herstelle ein. Der Kontakt vertiefte sich, so dass Ildefons Herwegen als Abt von Maria Laach Casel 1922 als Spiritual nach Herstelle entsandte und das Kloster auch selbst visitierte. Er unterstützte die vom Konvent gewünschte Aufnahme in die Beuroner Kongregation. Am 21. März 1924 erfolgte durch eine Breve Papst Pius XI. die Erhebung zur Abtei und die Eingliederung in die Beuroner Kongregation.
1935 fand Konrad Adenauer für kurze Zeit Zuflucht in der Abtei, als er vor den Nationalsozialisten fliehen musste.
Anfang der 1960er Jahre gehörten 140 Schwestern dem Konvent an. 1962 gründeten die Benediktinerinnen von Herstelle ein Tochterkloster: Kloster Engelthal. Es war die Wiederbesiedelung eines 1803 aufgehobenen Zisterzienserinnenklosters in der Wetterau.

### Liturgische Erneuerung

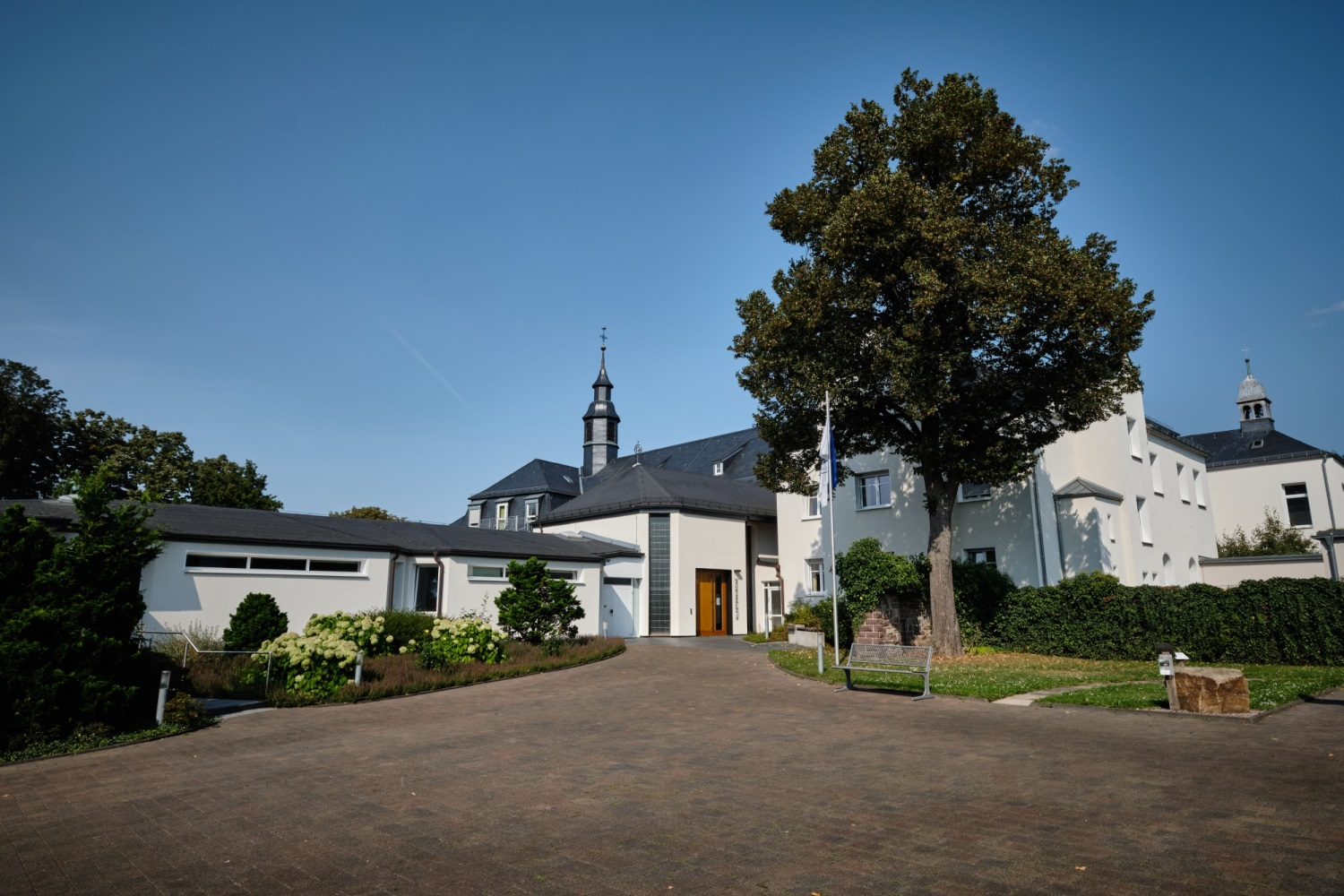
Kirchplatz mit Eingang zur Klosterkirche

Odo Casel wirkte seit 1922 als Spiritual in Herstelle.  „In der Verborgenheit dieses Hauses, an dessen Ausgestaltung zu einer der blühendsten Frauenabteien Deutschlands er entscheidenden Anteil hat, verbrachte er die weiteren Jahre seines Lebens. Bei Beginn des Ostervigilgottesdienstes … von einem Schlaganfall getroffen, starb er am Ostermorgen, 28. 3. 1948.“ Sein Grab befindet sich in der Klosterkirche von Herstelle. Casel prägte den Konvent durch Vorträge, Exerzitien und Predigten; zugleich war der Gottesdienst in der Hersteller Klosterkirche, dem er vorstand, für ihn Anwendungsfeld seiner theologischen Reformideen. Casels Mysterientheologie zeigt sich in der Hersteller Liturgie beispielsweise in der Orantenhaltung, welche das Eucharistische Hochgebet sowie das Vaterunser in Laudes und Vesper kennzeichnet. Casel, dem die Feier des Triduum Sacrum ein besonderes Anliegen war, leitete ab 1935 in Herstelle Osternachtsfeiern, die sich an liturgischen Vorbildern der Alten Kirche orientierten, was offiziell noch nicht erlaubt war. Die Hersteller Benediktinerin Aemiliana Löhr trug mit zahlreichen Publikationen dazu bei, Odo Casels Gedankengut bekannt zu machen.
Unter dem Einfluss Casels begannen bereits 1934 Vorarbeiten zu einem deutschen Stundengebet. Ein weiterer Maria Laacher Benediktiner, Anno Schoenen, war von 1959 bis 1989 Spiritual in Herstelle und begleitete die Entwicklung der klösterlichen Liturgie. Mitte der 1950er Jahre lag ein deutsches Offizium vor, das weitgehend dem lateinischen Offizium entsprach, aber gekürzt war. Die Hersteller Benediktinerin Agnes Eickhoff hatte hierzu Vertonungen der Antiphonen beigetragen. 
Die Liturgiereform in Folge des Zweiten Vatikanischen Konzils brachte für Herstelle wesentliche Veränderungen. 1968/69 wurden die bis dahin für Nonnenklöster obligatorischen Klausurgitter in Kirche und Sprechzimmern entfernt. Das Kloster öffnete sich, die Zahl der Gottesdienstbesucher und Klostergäste stieg. Die Abtei Herstelle vermittelte liturgische Impulse aus dem Kloster Maria Laach in das Erzbistum Paderborn und entwickelte sich insbesondere für Frauen zum liturgischen Zentrum mit überregionaler Ausstrahlung. Photina Rech legte mit Inbild des Kosmos. Eine Symbolik der Schöpfung 1966 den wichtigsten liturgiewissenschaftlichen Hersteller Beitrag der 1960er Jahre vor. Das Werk steht in der Tradition Odo Casels, führt aber darüber hinaus.
Seit 1974 wurde das lateinische und das deutsche Chorgebet des Konvents gemeinsam gefeiert: an Festen und Hochfesten sowie in den geprägten Zeiten mit lateinischen, im Jahreskreis mit deutschen gregorianischen Gesängen. Die Vigilien am Sonntag-Vorabend beginnen mit dem Proömium des Psalters (Psalm 1 und Psalm 2); in benediktinischer Tradition folgt Psalm 21 und dann Psalm 22, der hier nicht nur als Leidenspsalm, sondern in seiner Dynamik auf Heil und Erlösung hin österlich verstanden wird. Eine Besonderheit des Stundengebets in Herstelle ist die Matutin am Sonntagmorgen (= 3. Nokturn des Vorabends), welche das Pascha-Mysterium betont und im Jahreskreis den Lobgesang des Jona (wie in der Mailänder Liturgie) enthält. Die Kleinen Horen sind dadurch gekennzeichnet, dass im Lauf einer Woche abschnittsweise Psalm 119 als Tora-Meditation gebetet wird.
Mehrmals im Jahr findet sonntags das Taufgedächtnis statt; eine besonders festliche Form hat dieses an Ostern und Pfingsten, wenn sich der Konvent dazu am „Taufbrunnen“ im Konventsgarten versammelt.
Eine weitere Besonderheit der Hersteller Liturgie ist die Versöhnungsfeier, welche an die Stelle der vorkonziliaren Generalabsolution getreten ist. Sie findet am Gründonnerstag, am Vortag des Patronatsfestes (Kreuzerhöhung), am 31. Oktober und am 24. Dezember statt.

Klosterkirche der Abtei Herstelle (Zustand vor dem Umbau 2018)
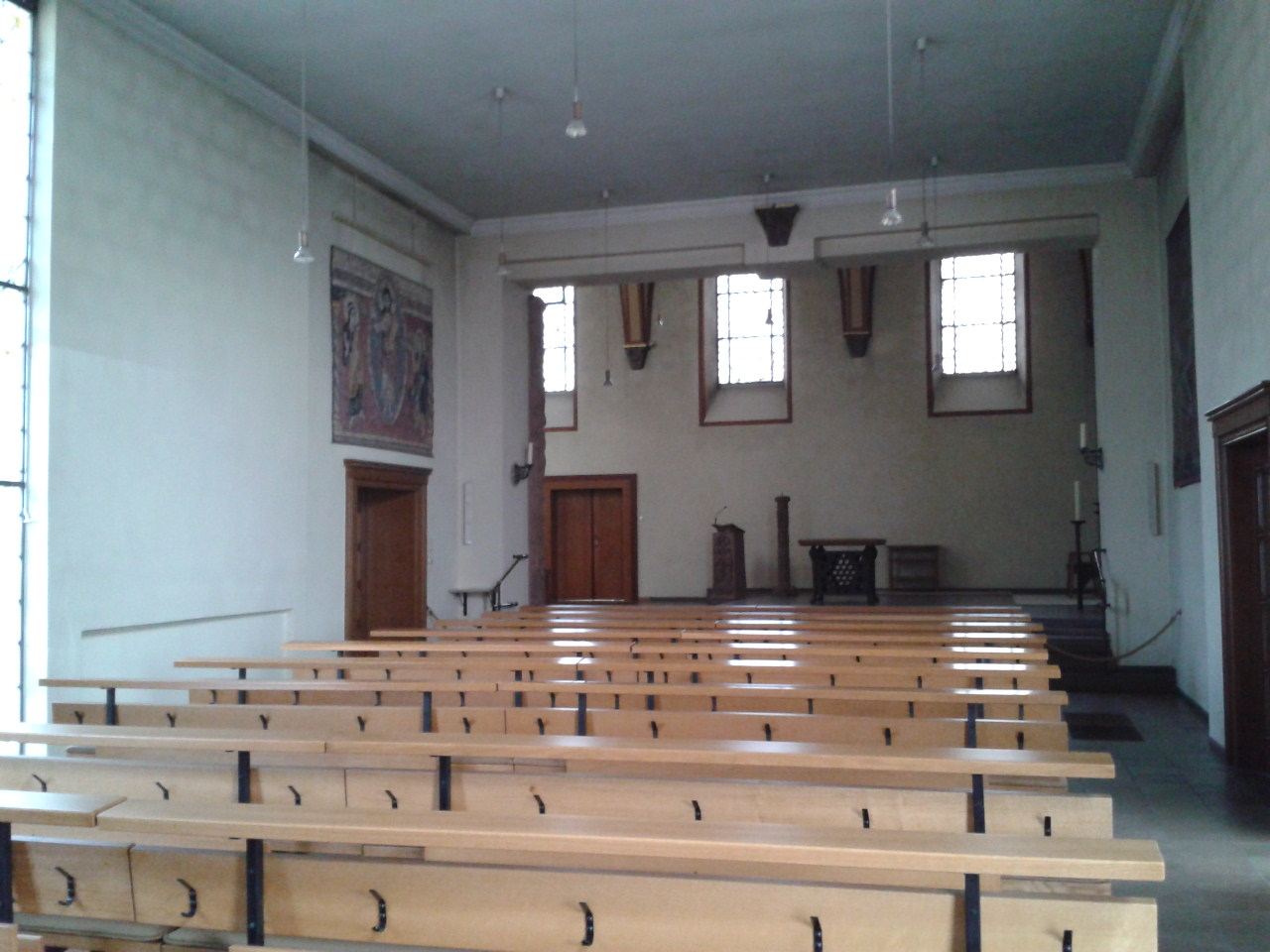
Gästekapelle
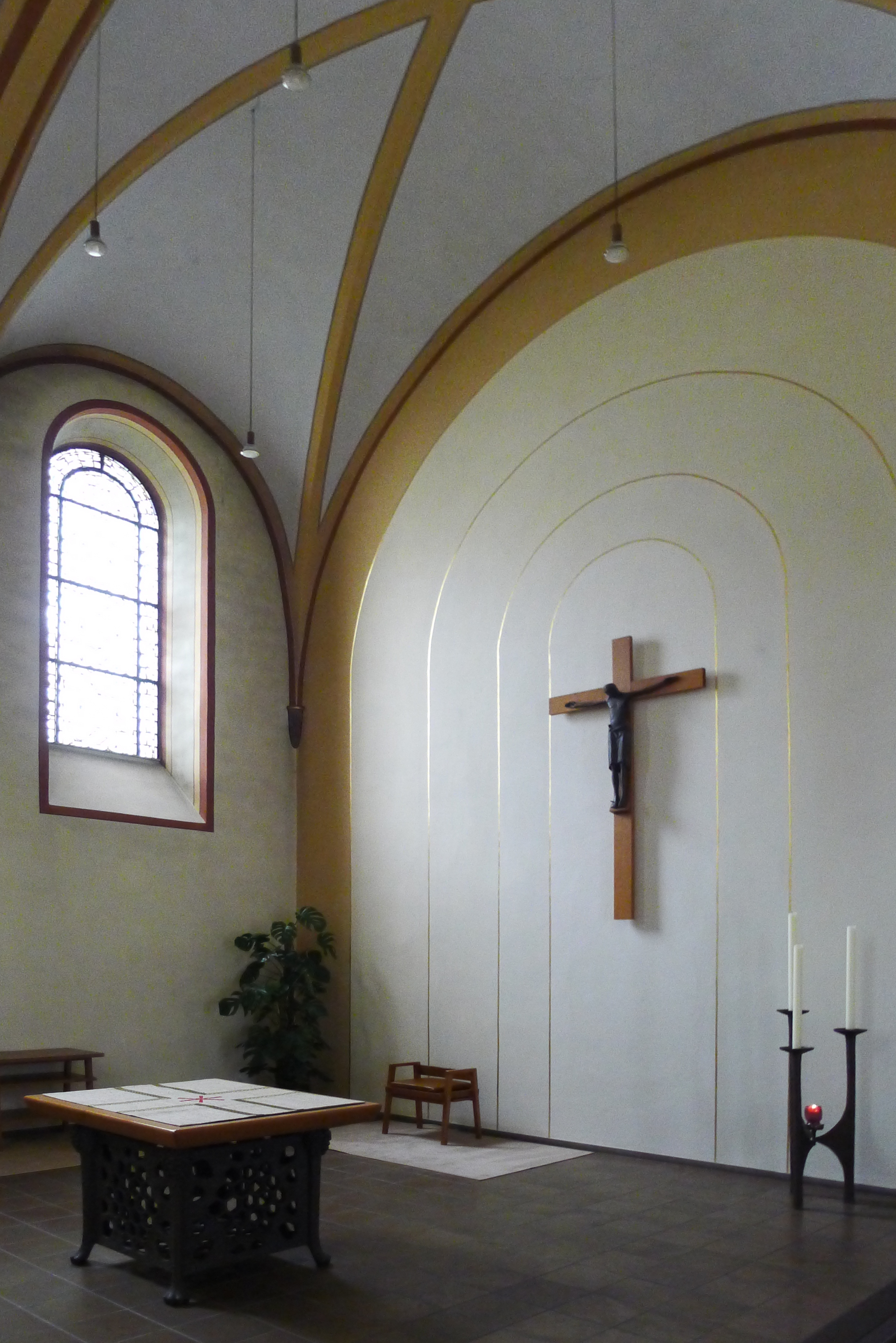
Altarraum noch mit Werdener Kruzifixus
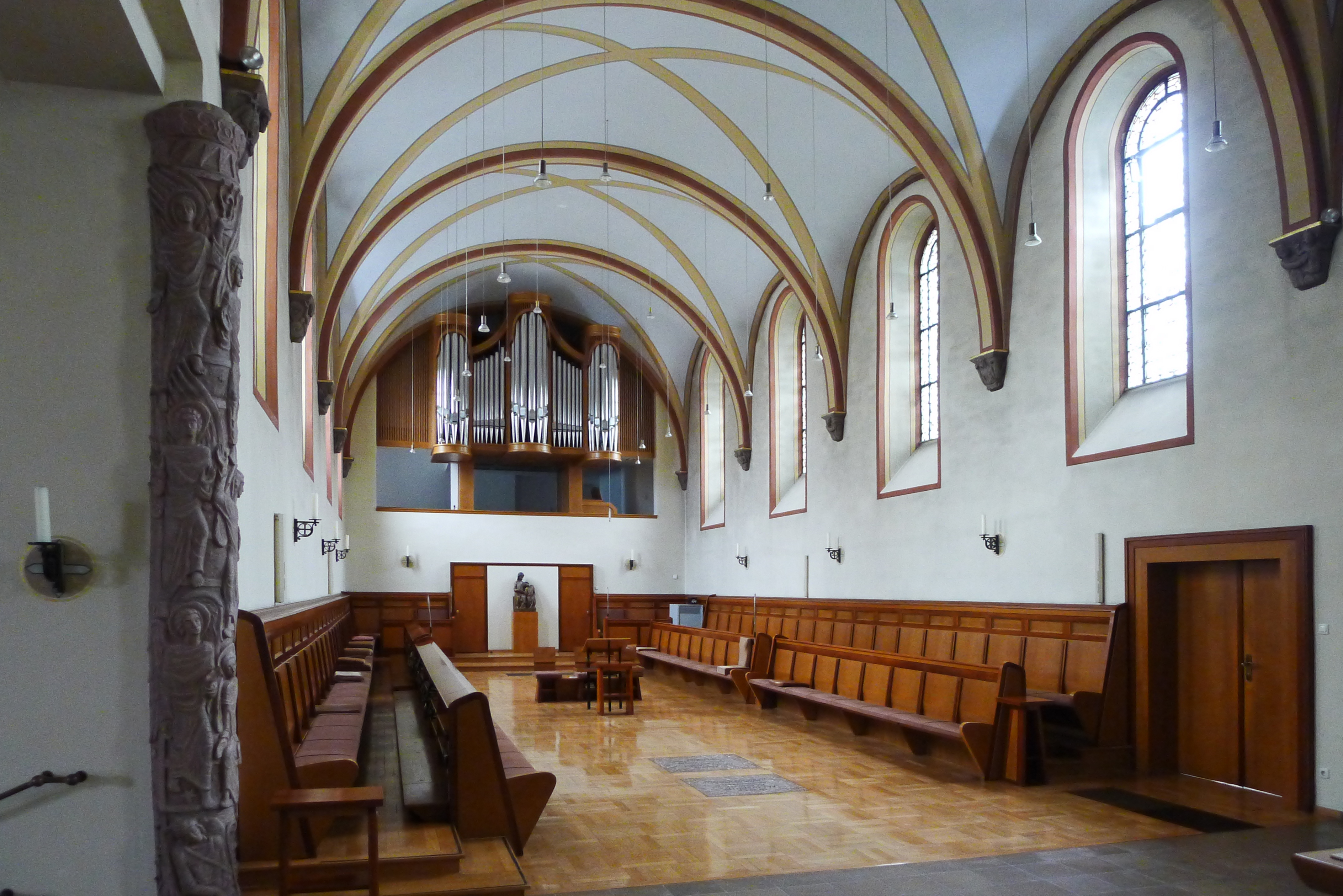
Nonnenchor

Seit den 1970er und 1980er Jahren stieg der Anteil der Schwestern mit akademischer Ausbildung. So promovierte Hagia Witzenrath über das Buch Rut (1974) und legte eine weitere liturgiewissenschaftliche Arbeit über das Buch Jona vor (1977). Judit Krahes zweibändiges Werk Der Herr ist der Geist. Studien zur Theologie Odo Casels (1986) führte die von Casel geprägte Hersteller Tradition auf wissenschaftlicher Ebene weiter. Corona Bamberg und Kyrilla Spiecker veröffentlichten mehrere Schriften zur monastischen Spiritualität.

### Herstelle im 21. Jahrhundert

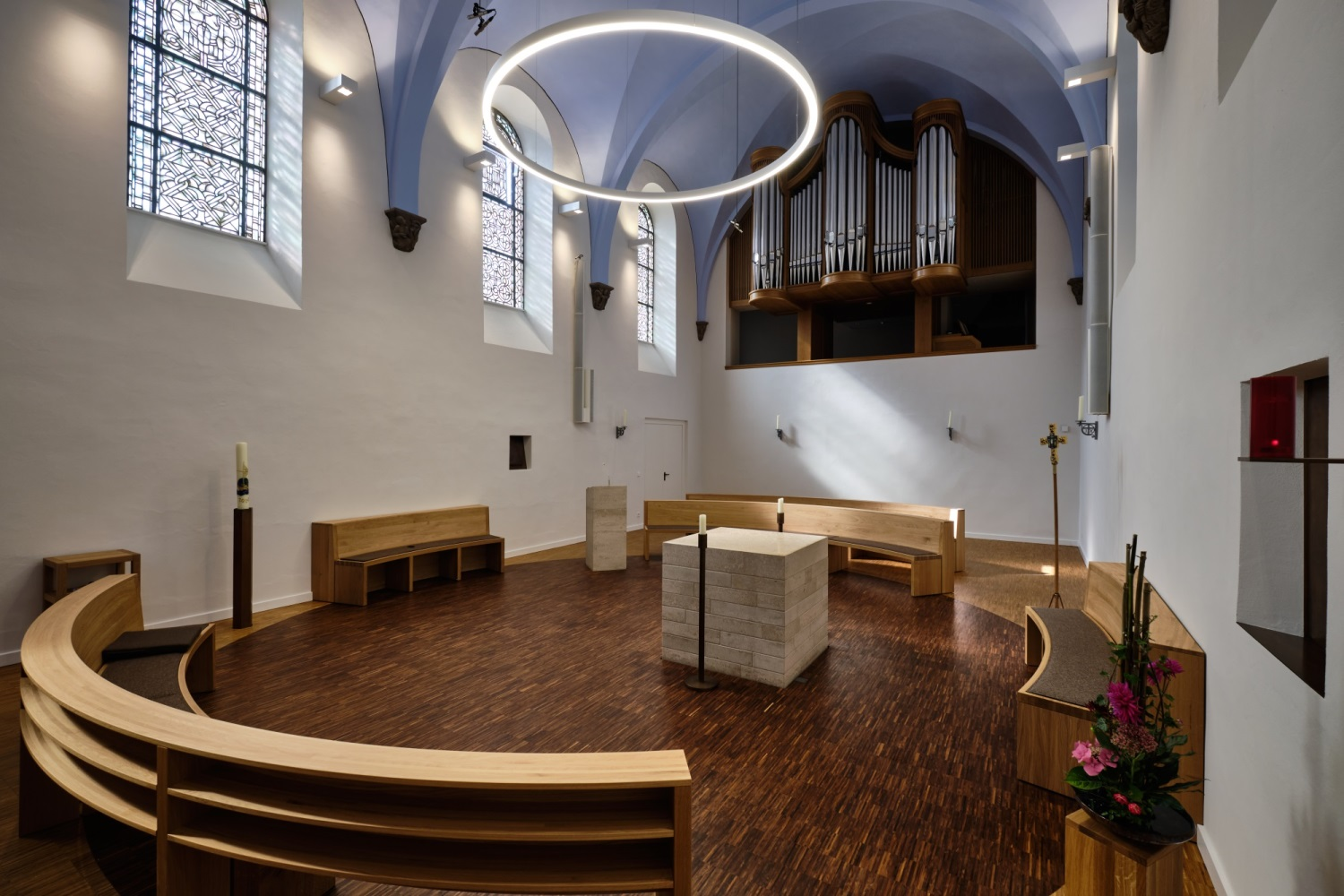
Altarraum (2020)

2004 wurde das Gästehaus St. Scholastika eröffnet. Es ist benannt nach Scholastika, der Schwester des Benedikt von Nursia. Bereits 2003 öffnete ein neuer Klosterladen. Von 2008 bis 2010 erfolgte eine grundlegende Renovierung des Klostergebäudes.
2018 wurde die Klosterkirche saniert und entsprechend einem neuen Raumkonzept umgestaltet. Die bisherige Anordnung, bei der Nonnenchor und Gästekapelle im rechten Winkel zueinander standen und der Altar sich im Schnittpunkt beider Achsen befand, wurde aufgegeben. Der neue Kirchenraum wurde von der Architektengemeinschaft Klodwig & Partner (Münster) entworfen und betont den Communio-Gedanken. Die Bänke der Schwestern und der Gottesdienstbesucher sind in konzentrischen Kreisen um den Altar angeordnet, der sich nun, ebenso wie der Ambo, in der Mitte des bisherigen Nonnenchors befindet. Diese Prinzipalien schuf der Bildhauer und Architekt Thomas Torkler (Aachen). Als „Tisch des Wortes“ ist der Ambo dem aus hellem Dietfurter Sandstein aufgemauerten Altar, dem „Tisch des Brotes“, zugeordnet. Am 3. Adventssonntag (16. Dezember) 2018 nahm der Paderborner Erzbischof Hans-Josef Becker die Altarweihe vor.
Im Jahr 2022 besteht der Konvent der Hersteller Benediktinerinnen aus 24 Schwestern. Zu ihren Arbeitsfeldern gehören unter anderem die Beherbergung und Begleitung von Gästen entsprechend der Benediktsregel sowie verschiedene kunsthandwerkliche Tätigkeiten (Keramik- und Kerzenwerkstatt, Seifenmanufaktur). Die Klosterbibliothek gehört als wissenschaftliche Bibliothek der Arbeitsgemeinschaft Katholisch-Theologischer Bibliotheken (AKThB) an.

## Äbtissinnen
1. Theresia Jackisch, 1925–1966 (Priorin seit 1924)
2. Beatrix Kolck, 1966–1994
3. Hagia Witzenrath, 1994–2004
4. Sophia Schwede, seit 2004; 2016 für weitere zwölf Jahre wiedergewählt[13]